# Eugen Sorg
Eugen Sorg (geboren 1949 in Zürich) ist ein Schweizer Journalist und Buchautor.

## Leben
Sorg arbeitete nach seinem Studium und einer Dissertation zum Thema Sozialutopie und Pädagogik: zum Verhältnis von sozialutopischen Systemen und Pädagogik, dargestellt anhand von sechs neuzeitlichen Sozialutopien zunächst als Psychotherapeut und war Delegierter des Internationalen Komitees des Roten Kreuzes. Seit 1992 ist er als Journalist tätig, unter anderem für Das Magazin, die Weltwoche und die Frankfurter Allgemeine Zeitung. Sorg veröffentlichte mehrere Bücher und schrieb Reportagen aus Kriegsgebieten. Bis 2014 war er Textchef bei der Basler Zeitung.
Sorg ist regelmässiger Gastautor bei der Achse des Guten.

## Rezeption
Henryk M. Broder schrieb über Sorgs Buch Die Lust am Bösen: Warum Gewalt nicht heilbar ist, in dem Sorg erklärte, Massaker gebe es nicht aus ideologischen Gründen oder Rache, sondern aus Habgier und purer Freude am Töten: 

„Mit solchen Thesen bringt Sorg die Debatte um die Natur des Menschen auf den Boden der Realität zurück, nachdem sie viel zu lange im Puppenhaus der Gesellschaftswissenschaften geführt wurde. Er unterscheidet nicht zwischen Führern und Verführten, wie es Theologen, Soziologen und Psychologen tun, er diagnostiziert «die Lust am Kampf an sich, die Freude an der Zerstörung, am verheerenden Racheschlag, am gelungenen Beutezug» […] Denn: «Hinter dem Bösen steckt keine Pathologie, keine Verzweiflung, keine Rache für erlittenes Unrecht. Hinter ihm steht nichts anderes als die Entscheidung, Böses zu tun.»“

Svenja Flaßpöhler kommentierte, Sorgs These sei auf den ersten Blick einleuchtend, auf den zweiten jedoch problematisch. Er lasse die 
„Überschreitungslogik des Bösen außer acht“, und dass das Böse nicht einfach nur natürlich, sondern gerade ein Effekt moralischer Grenzziehung sei. Genossen werde das Verbot und dessen Überschreitung, somit sei die Kultur, die Sorg von jeglicher Schuld ausnehme, letztlich Ursprung des Bösen. Ferner habe Sorg die Verschiedenheit der von ihm aufgeführten Verbrechen und die „jeweils anders geartete Lust“ nicht gründlich genug herausgearbeitet.

## Auszeichnungen
- Deutscher Reporterpreis 2011: für Die Lust am Bösen (Bester Essay)

## Bücher
- Lieblings-Geschichten, Opinio, 2001, ISBN 978-3-855041-305.
- Unbesiegbar: Reportagen (mit Leon de Winter), Nagel & Kimche, 2007, ISBN 978-3-312004-00-3.
- Mein Leben als 68er (mit Res Strehle), Echtzeit, 2008, ISBN 978-3-905800-18-0.
- Die Lust am Bösen: Warum Gewalt nicht heilbar ist, Nagel & Kimche, 2011, ISBN 978-3-312004-74-4.
- Wie ich Ghadhafis Bombe verhinderte (mit Urs Tinner), Nagel & Kimche, 2012, ISBN 978-3-312005-25-3.